# Catherine Fradier
Œuvres principales
- La Colère des enfants déchus
- Camino 999
- Cristal Défense

Catherine Fradier, née le 22 juin 1958 à Valence, dans la Drôme, est une écrivaine française de romans policiers.

## Biographie
Auteure de romans policiers, Catherine Fradier a exercé de nombreux métiers avant de se consacrer exclusivement à l'écriture : réceptionniste, barmaid, agent de sécurité, fonctionnaire de police à Paris dans la brigade de nuit du XIIIe arrondissement, vendeuse, secrétaire, surveillante de nuit dans un internat… 
Elle a reçu le grand prix de littérature policière 2006 pour La Colère des enfants déchus, le prix SNCF du polar 2007 pour Camino 999, ainsi que le prix Michel-Lebrun 2010 pour Cristal Défense.
Elle anime également des ateliers d'écriture dans les établissements scolaires, les centres de loisirs et les bibliothèques…
Elle vit aujourd'hui dans l'Hérault au bord de la lagune de Thau.

## Publications
- Un poison nommé Rwanda, Baleine, coll. « Le Poulpe », 1998
- À l'ombre de l'aqueduc : Saint-Nazaire en Royans, Jotim, 2000
- Pas de caviar pour Moulard, éditions de l'Aube, 2000
- Le Bâton de Sobek, Jotim, coll. « Noir sur site », 2004  (ISBN 2-912054-06-0)Scénario de Catherine Fradier, dessins d'André Le Bras
- La Colère des enfants déchus, Après la Lune, coll. « Lunes blafardes », 2006  (ISBN 978-2-35227-007-2)
- Camino 999, Après la lune, coll. « Lunes blafardes », 2007  (ISBN 978-2-35227-037-9)
- À la recherche d'Elsa : polars à Chabeuil et ailleurs, Nykta, 2008
- Les Carnassières, Baleine, coll. « Canaille/Revolver », 2009
- Cristal Défense, Au diable vauvert, 2010
- La Face cachée des miroirs, Au diable vauvert, 2011
- Le Stratagème de la lamproie, Au diable vauvert, 2014
- Le Cahier de Masika, Oslo, 2014
- Une petite chose sans importance, Au diable vauvert, 2016
- Dossier Kastor, Au diable vauvert, 2017  (ISBN 9791030701029)
- Dacca Toxic, Au diable vauvert, 2017
- Manille aux larmes, Au diable vauvert, 2019
- Et nous aurons l'éternité, Au diable vauvert, 2021

## Récompenses et distinctions

### Prix
- Grand prix de littérature policière 2006 pour La Colère des enfants[1]
- Prix SNCF du polar 2007 pour Camino 999[2]
- Prix Polar Michel Lebrun 2010 pour Cristal défense[3],[4]